# 托比·史密斯
托比·史密斯（英語：Toby Smith；1988年10月10日—）是一位澳大利亞橄欖球運動員。他是澳大利亞國家橄欖球隊的一員，代表澳大利亞參加了2015年世界盃橄欖球賽。